# Cristina Pasaroiu
Cristina Pasaroiu (17 de setembro de 1987) é uma soprano lírico romena que exerce liderança em grandes casas de ópera europeias, com foco em funções em francês, como Bizet, Micaëla, Massenet da Manon e Gounod da Juliette.

## Carreira
Nascida como Cristina-Antoaneta Păsăroiu em Bucareste, ela começou a formação da voz aos doze anos de idade. Continuou os seus estudos no Conservatório Giuseppe Verdi, em Milão, e na Universidade de Música e Artes de Viena.
Cristina cantou em concerto nos recitais de Rosenblatt em Londres, com a peça Archi della Scala in Milan, no Teatro Reggio em Parma e o festival de Klangvokal Dortmund.
Ela também fez a sua estreia no Teatro Comunale di Bologna como Magda em Puccini La rondine.,  apareceu como Mimì em sua La Bohème e como Micaëla em Bizet Carmen, realizado por Michele Mariotti, com a idade de 21 anos.
Entre os seus papéis também estão Musetta em La Bohème, de Desdêmona em Verdi Otello, Fiordiligi em Mozart, Così fan tutte, Sylva em Emmerich Kálmán a Die Csárdásfürstin e o lieder do Cilea da Adriana Lecouvreur. Ela está focada funções em francês, como Léïla em Bizet Les pêcheurs de perles, Antonia em Offenbach Les contes d'Hoffmann, o papel-título de Massenet da Manon, Marguerite em Gounod do Faust e Juliette em sua Roméo et Juliette. Ela apareceu no papel-título de Fromental Halévy do La Juive ao lado de Neil Shicoff, realizado por Frédéric Chaslin, no Opéra de Nice. Ela também cantou na Ópera de Frankfurt, e no Teatro de St. Gallen, o Liceu em Barcelona, no Vlaamse Opera em Antuérpia e Gante, e no Festival Caracalla da Ópera de Roma.
Em 2016, ela apareceu como Valentine de Meyerbeer Les Huguenots, como Micaëla na sua estreia na Ópera Estatal de Viena, e como Violetta, de Verdi La traviata no Hessisches Staatstheater Wiesbaden, tendo aparecido cantando e atuando como Manon em 2017, embora tenha sofrido uma lesão em um dos pés, tendo que usar botas especiais constantemente.

## Prémios
Păsăroiu é vencedora de várias competições, destacando-se no concurso de Jaume Aragall, em Barcelona, e em 2011 obtendo o quarto lugar no concurso internacional de Neue Stimmen.